# Baden (njemačka povijesna pokrajina)
Baden je povijesna država u jugozapadnoj Njemačkoj, na desnoj obali Rajne.
Ustanovljena je u 12. stoljeću kao markgrofovija Badena, a naknadno se razdvojila u razne linije, sve do ujedinjena 1771. godine. Postalo je mnogo-veće nadvojvodstvo Badena s raspadom Svetog Rimskog Carstva od 1803. do 1806. i ostala je neovisna država dok se nije pridružila njemačkom carstvu 1871. godine. Nastavilo je kao nadvojvodstvo do 1918. godine kada je postalo dio Weimarske republike. Država je graničila s Bavarskom i nadvojvodstvom Hessena na sjeveru; na zapadu i praktički svom dužinom s Rajnom koja ju je razdvajala od Elzasa; na jugu sa Švicarskom, i na istoku s kraljevstvom Württemberga, kneževinom Hohenzollern-Sigmaringena i djelomično s Bavarskom.
Nakon Drugog svjetskog rata, Francuska vojna vlada je stvorila državu Baden, s Freiburg im Breisgauom kao glavni grad južne polovice bivšeg Badena. Sjeverna polovica, združeno sa sjevernim Württembergom je bila dio Američkog vojnog područja i stvorila je državu Württemberg-Badena. 1952. godine država Baden se udružila s Württemberg-Badenom i Württemberg-Hohenzollernom, stvoreći državu Baden-Württemberg, jedini put u povijesti da su se dva ili u ovom slučaju tri Bundesländera odlučili udružiti.